# Johan Jakob Nervander

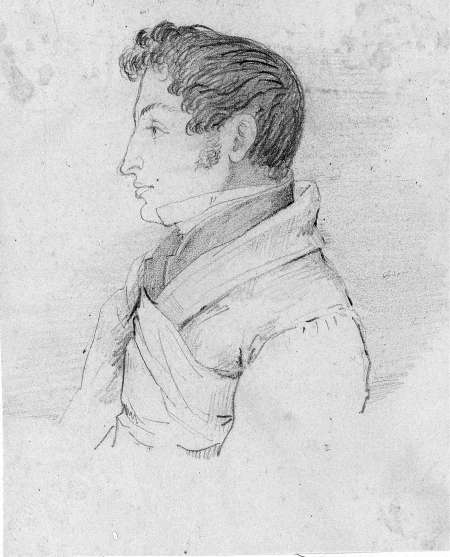
Johan Jakob Nervander.

Johan Jakob Nervander, född 23 februari 1805 i Nystad, död 15 mars 1848 i Helsingfors, var en finländsk fysiker och skald. Han var far till Emil Fredrik Nervander.
Nervander blev 1820 student vid Kejserliga Akademien i Åbo, 1827 filosofie kandidat och promoverades samma år till filosofie magister. Efter att ha disputerat med en avhandling i elektromagnetism utnämndes han 1829 till docent i fysik vid Kejserliga Alexander-universitetet i  Helsingfors samt 1832 efter att ha utgivit ett matematiskt specimen till adjunkt i matematik och fysik.
Åren 1832-39 vistades Nervander med understöd av universitetet i utlandet för bedrivande av vetenskapliga studier i fysik och meteorologi. 1838 utnämndes han till e.o. professor i fysik samt till föreståndare för universitetets på hans initiativ inrättade magnetiska observatorium. Professor i fysik blev han 1845. 1835 erbjöds honom en e.o. professur i Jena, vilken han avslog.
Han var medlem av Vetenskapsakademien i Petersburg (1844) och av Finska vetenskapssocieteten, som han var med om att stifta och i vars "Acta" hans flesta skrifter finns offentliggjorda. Nervander kastade sig på elektricitetsläran och lyckades, snart sagt vid sina första steg på forskningens bana, göra vetenskapen en god tjänst genom konstruktionen av en galvanometer, som i avseende på noggrannhet överträffade alla instrument av detta slag, vilka man dittills begagnat. (Instrumentet, som aldrig blev fullkomnat, har någon likhet i princip med det, som beskrivits av Emil Lenz, och dess särskilda delar finns i fysikaliska instrumentsamlingen i Helsingfors.)
Samtidigt hängav han sig med iver åt studiet av meteorologien och jordmagnetismen och lyckades, om än med svårighet, utverka anslag för inrättandet av ett magnetiskt och meteorologiskt observatorium i Helsingfors. Samtidigt fick han till stånd en väl utrustad verkstad för konstruktion av finare vetenskapliga instrument. Vid insamlandet av observationsmaterialet nedlade Nervander synnerligen stor omsorg, varom de i tryck utgivna magnetiska och meteorologiska observationerna för åren 1844-48 bär vittne. För dessa arbeten erhöll han 1848 av Vetenskaps akademien i Petersburg halva Demidovska priset.
Nervander upptäckte, att temperaturen på jorden visar en period, som nära ansluter sig till tiden för solens rotation. Den utvisade visserligen endast en temperaturskillnad av 0,6°, men denna skillnad var dock tillräckligt stor för att ge Nervander anledning att därur söka exakt bestämma tiden för solens geocentriska rotation till 27,26 dygn, i stället för att den dittills på grund av observationer av solfläckarna antagits till 27,23 dygn.
I sammanhang med detta arbete, som väckte synnerlig uppmärksamhet, sysselsatte Nervander sig med undersökningar angående de variationer, som bestämningarna av solens diameter är underkastade, och kom till det märkliga resultatet, att solen måste hänföras till de variabla stjärnornas antal, liksom att man högst sannolikt måste antaga tiden för de variabla stjärnornas rotation omkring sina axlar dubbelt längre, än man gjort.
Eftervärlden har inte bekräftat dessa hans idéer, som likväl på sin tid vann mycket erkännande. Nervander framvisade även ett samband mellan jordmagnetismens variationer och temperaturvariationerna, i det att hans undersökningar ådagalade samma förlopp hos kroklinjen för deklinationens och temperaturens variation på jorden.
Nervander tillhörde redan i ungdomen Runebergs förtroliga kamratkrets och var ännu efter universitetets flyttning till Helsingfors den tongivande i det kring denne bildade
Lördagssällskapet. Även i skaldekonst förrådde Nervander eminent begåvning, men fullföljde aldrig sina anlag åt detta håll. Nervanders egentliga diktarperiod sträcker sig från hans fjortonde till hans nittonde år.
Till en början starkt påverkad av nyromantiken, bröt han dock redan före Runeberg vägen för större natur och enkelhet i dikten. Nervanders översättning av Dikter af Konung Ludvig i Bajern (1830) blev mycket uppmärksammad, och hans största, på samma gång mest helgjutna och fulländade diktverk, Jephtas bok, en minnessång i Israel, belönades av Svenska akademien med mindre guldmedaljen 1832 (det utgavs från trycket först 1840).
Efter Nervanders död ombesörjde Runeberg och J.V. Snellman ett urval av hans både poetiska och prosaiska Skrifter (2 delar, 1850, med en biografisk inledning av Snellman). Fredrik Cygnæus utgav 1848 en teckning av Nervander. Till 100-årsminnet av hans födelse offentliggjorde Svenska litteratursällskapet i Finland en minnesteckning ("Skrifter", LXXIII), författad av Arvid Hultin.